# کاساته تیچینو
کاساته تیچینو (به ایتالیایی: Casate) یک منطقهٔ مسکونی در ایتالیا است که در برناته تیچینو واقع شده‌است. کاساته تیچینو ۱٬۱۰۰ نفر جمعیت دارد و ۱۳۰ متر بالاتر از سطح دریا واقع شده‌است.